# Дічііто(Аризона)
Біттер-Спрингз (англ. Bitter Springs) — переписна місцевість (CDP) в США, в окрузі Коконіно штату Аризона. Населення — 355 осіб (2020).

## Географія
Біттер-Спрингз розташований за координатами 36°36′42″ пн. ш. 111°38′51″ зх. д. / 36.61167° пн. ш. 111.64750° зх. д. (36.611770, -111.647495). За даними Бюро перепису населення США в 2010 році переписна місцевість мала площу 20,78 км², уся площа — суходіл.

## Демографія
Згідно з переписом 2010 року, у переписній місцевості мешкали 452 особи в 113 домогосподарствах у складі 98 родин. Густота населення становила 22 особи/км². Було 130 помешкань (6/км²).
Расовий склад населення:
| - 98,9 % — корінних американців |

До двох чи більше рас належало 1,1 %. Частка іспаномовних становила 0,9 % від усіх жителів.
За віковим діапазоном населення розподілялося таким чином: 35,8 % — особи молодші 18 років, 57,8 % — особи у віці 18—64 років, 6,4 % — особи у віці 65 років та старші. Медіана віку мешканця становила 24,2 року. На 100 осіб жіночої статі у переписній місцевості припадало 82,3 чоловіків; на 100 жінок у віці від 18 років та старших — 80,1 чоловіків також старших 18 років.
Середній дохід на одне домашнє господарство становив 40 719 доларів США (медіана — 25 000), а середній дохід на одну сім'ю — 39 069 доларів (медіана — 22 857). За межею бідності перебувало 49,4 % осіб, у тому числі 78,7 % дітей у віці до 18 років та 14,9 % осіб у віці 65 років та старших.
Цивільне працевлаштоване населення становило 151 осіб. Основні галузі зайнятості: мистецтво, розваги та відпочинок — 27,8 %, роздрібна торгівля — 24,5 %, будівництво — 23,2 %.